# Club Deportivo Fontellas
El Club Deportivo Fontellas es el club de fútbol de la localidad navarra de Fontellas, España.
Actualmente milita en Tercera División.

## Historia
El fútbol en Fontellas estaba representado desde finales de los 60 con el equipo del Beethoven II, con el que se disputaban partidos amistosos y comenzó a competir en el Trofeo Amistad, este equipo disputaba sus partidos en un campo de tierra denominado «Las Eras».
Tras unos años sin equipo, en el 1979 se forma el C.D. Fontellas, que no llega a federarse y comienza a participar de manera más o menos asidua en la liga del Trofeo Amistad, llevando acompañado el nombre de algún patrocinador, este equipo juega sus partidos en el campo de «Secarales».
En el año 2002 el M.I. Ayuntamiento de Fontellas, construye el nuevo campo de fútbol denominado «Campo de Fútbol Municipal de Fontellas», en el que comienza a competir el equipo de Trofeo Amistad.
A comienzos del año 2004, desde el Consejo Municipal de deportes, se propone la creación de un equipo de fútbol federado que represente a Fontellas en las competiciones regionales.
En reunión ordinaria del Consejo Municipal de Deportes del día 13 de mayo de 2004 se apruebala creación de un Club Filial del M.I. Ayuntamiento de Fontellas, que llevará el nombre de C.D. Fontellas. 
Al ser un club filial del Ayuntamiento, el presidente es el Alcalde Andrés Agorreta y el resto de la Junta Directiva son los miembros del Consejo Municipal de Deportes más un par de incorporaciones ajenas al Consejo. 
El 11 de septiembre de 2004 el C.D. Fontellas comienza a competir en la categoría de Primera Regional, los primeros años fueron muy duros en lo que a resultados se refiere.
En la temporada 2010-2011, bajo las órdenes de Jesús María Pérez «Txiki», el C.D. Fontellas cuaja una magnífica temporada, acabando empatado a puntos con el C.D. Azkarrena, que ascendió directamete a Preferente, el C.D. Fontellas participó en la liguilla de ascenso aunque no pudo materializar el mismo.
A partir de la temporada 2010-2011 los resultados del C.D. Fontellas cambiaron positivamente, ganando muchos partidos y acabando siempre a escasos puntos de la fase de ascenso.
En septiembre de 2013, el C.D. Fontellas deja de ser un club filial del M.I. Ayuntamiento de Fontellas y se reorganiza com club autónomo, eso sí, manteniendo siempre la buena colaboración por parte del M.I. Ayuntamiento. Es nombrado presidente Víctor Sangüesa Pérez y se hacen nuevas incorporaciones a la Junta Directiva, tras la salida de algunos miembros.
Ya en la temporada 2016-2017 tras realizar una liga regular bastante floja, se realiza una fase de ascensomagnífica, culminando con el ascenso a Preferente el día 20 de mayo de 2017.
La temporada 2017-2018, ya en Regional Preferente, se afronta con mucha ilusión y bastante respeto por lo que podía suceder, contra todo pronóstico el C.D. Fontellas cuaja una magnífica temporada con grandes resultados, marchando líder gran parte de la liga, al final acaba 2º clasificado, puesto que no le da derecho a jugar el Play Off de Ascenso, materializando el ascenso a Autonómica el día 26 de mayo de 2018.
El club debuta la temporada 2018-2019 en Primera Autonómica, con los nervios propios de la categoría, el club vuelve a cosechar grandes resultados y marcha gran parte de la liga como segundo clasificado, puesto en el que termina y consigue el ascenso a Tercera División el 5 de mayo de 2019.
(Fuente: fontellas.es)
Actualmente milita en la Tercera División de Navarra (Grupo XV).
Único club en la historia de la Real Federación Española de Fútbol que ha logrado ascender tres categorías en tres años consecutivos.

## Uniforme
- Primera equipación: El club viste con camiseta blanca, pantalón y medias azul marino.[7]
- Segunda equipación: El club viste con camiseta, pantalón y medias verdes.
- Tercera equipación: El club viste con camiseta, pantalón y medias rojas.

## Estadio
El campo de fútbol donde juega el club ribero es de hierba natural y se le denomina Nuevo Secarales.